# Linwood Clark
Linwood Leon Clark (* 21. März 1876 in Aberdeen, Maryland; † 18. November 1965 in Annapolis, Maryland) war ein US-amerikanischer Politiker. Zwischen 1929 und 1931 vertrat er den Bundesstaat Maryland im US-Repräsentantenhaus.

## Werdegang
Linwood Clark besuchte die öffentlichen Schulen seiner Heimat. Danach studierte er bis 1899 an der Milton Academy in Baltimore sowie an der American University of Harriman in Tennessee. Nach einem anschließenden Jurastudium an der University of Maryland und seiner 1904 erfolgten Zulassung als Rechtsanwalt begann er in Baltimore in diesem Beruf zu arbeiten. Gleichzeitig schlug er als Mitglied der Republikanischen Partei eine politische Laufbahn ein. Im Jahr 1926 kandidierte er noch erfolglos für das US-Repräsentantenhaus.
Bei den Kongresswahlen des Jahres 1928 wurde Clark dann aber im zweiten Wahlbezirk von Maryland in das US-Repräsentantenhaus in Washington, D.C. gewählt, wo er am 4. März 1929 die Nachfolge von William Purington Cole antrat, den er bei der Wahl geschlagen hatte. Da er im Jahr 1930 gegen Cole verlor, konnte er bis zum 3. März 1931 nur eine Legislaturperiode im Kongress absolvieren. Diese war von den Ereignissen der Weltwirtschaftskrise geprägt.
Nach dem Ende seiner Zeit im US-Repräsentantenhaus praktizierte Linwood Clark wieder als Anwalt. Zwischen 1935 und 1938 fungierte er als Richter im fünften Gerichtsbezirk seines Staates. Danach war er wieder als Rechtsanwalt tätig. Er starb am 18. November 1965 in Annapolis und wurde in Baltimore beigesetzt.